# アトリウム

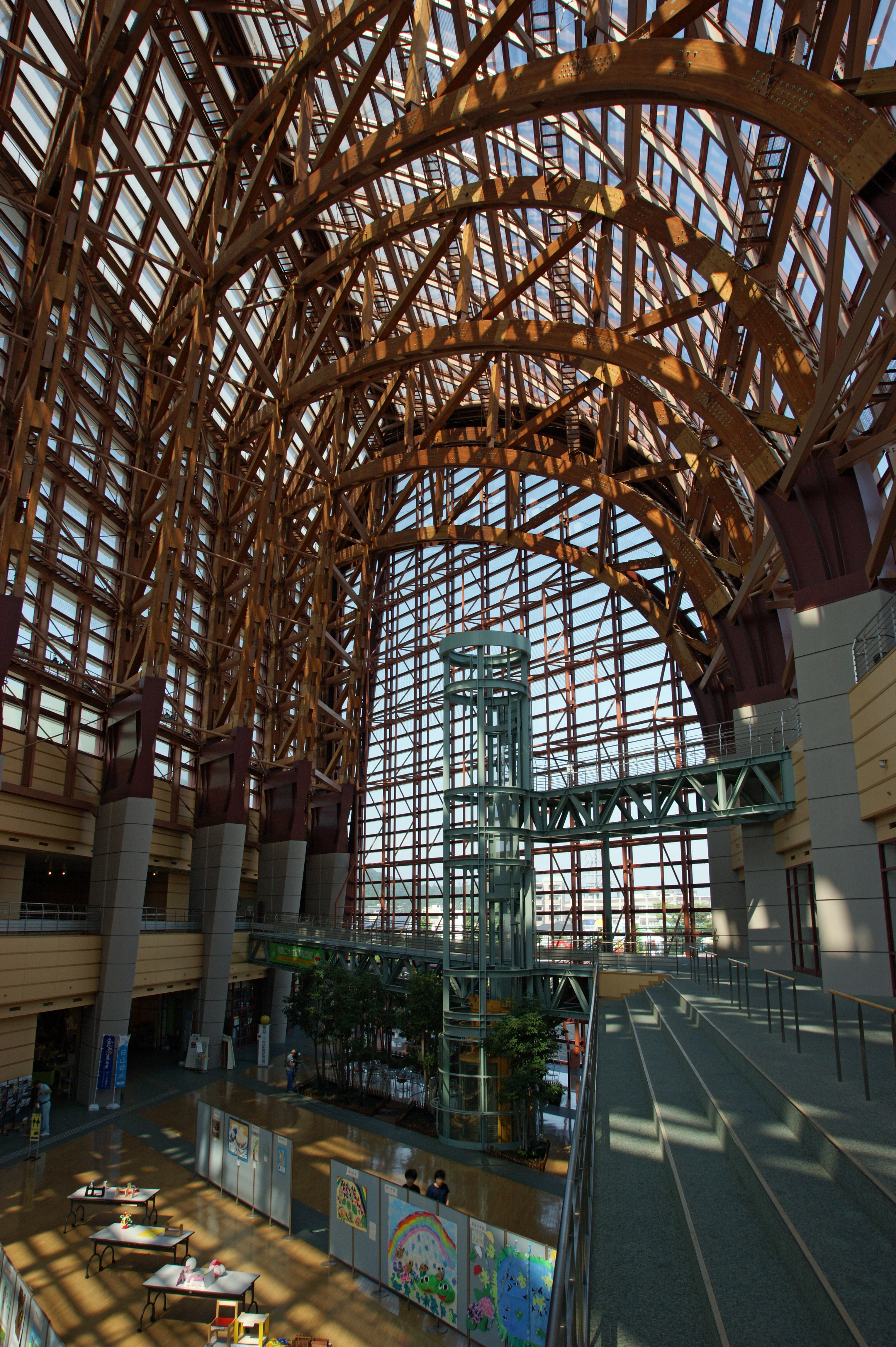
アトリウムの例（倉吉パークスクエア アトリウム）

アトリウム (atrium) は、ホテルなど比較的大きな建物の内部に設けられた、中庭風の開放的な空間。吹き抜けの上部にガラスの屋根が掛けられることが多い。もともとは古代ローマの邸宅で、周りを部屋で囲まれた中庭風の広間を指した。中央部には屋根が無く、石敷きの床の中央に雨水を受ける水盤が置かれた。また、中世のバシリカ式教会堂の柱廊に囲まれた前庭のこともいう。
ガラスやアクリルパネルなど光を通す材質の屋根で覆われた大規模な空間のこと。
ホテルや大規模商業施設、オフィスビル、マンションのエントランスに設けられる例が多い。また、特定街区制度に基づく有効空地や、総合設計制度などに基づく公開空地を屋内に設定する際に設けられることも多い。

## 歴史
古代ローマ時代の住居の中庭は玄関奥に配置された広間で、そこには大きな天窓 (compluvium) があり、その下に雨を受ける水盤 (impluvium) が置かれ床には大理石が敷き詰められ、人々が集まる社交場の役割を果たしていた。
20世紀後半以降の現代建築において、エントランスホールに壁面や天井にガラスを使用した吹き抜けがある開放的な空間が設けられるようになり、それをアトリウムと呼ぶようになった。

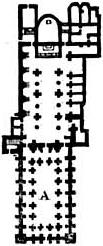
図のAの部分が教会堂のアトリウム

## キリスト教建築

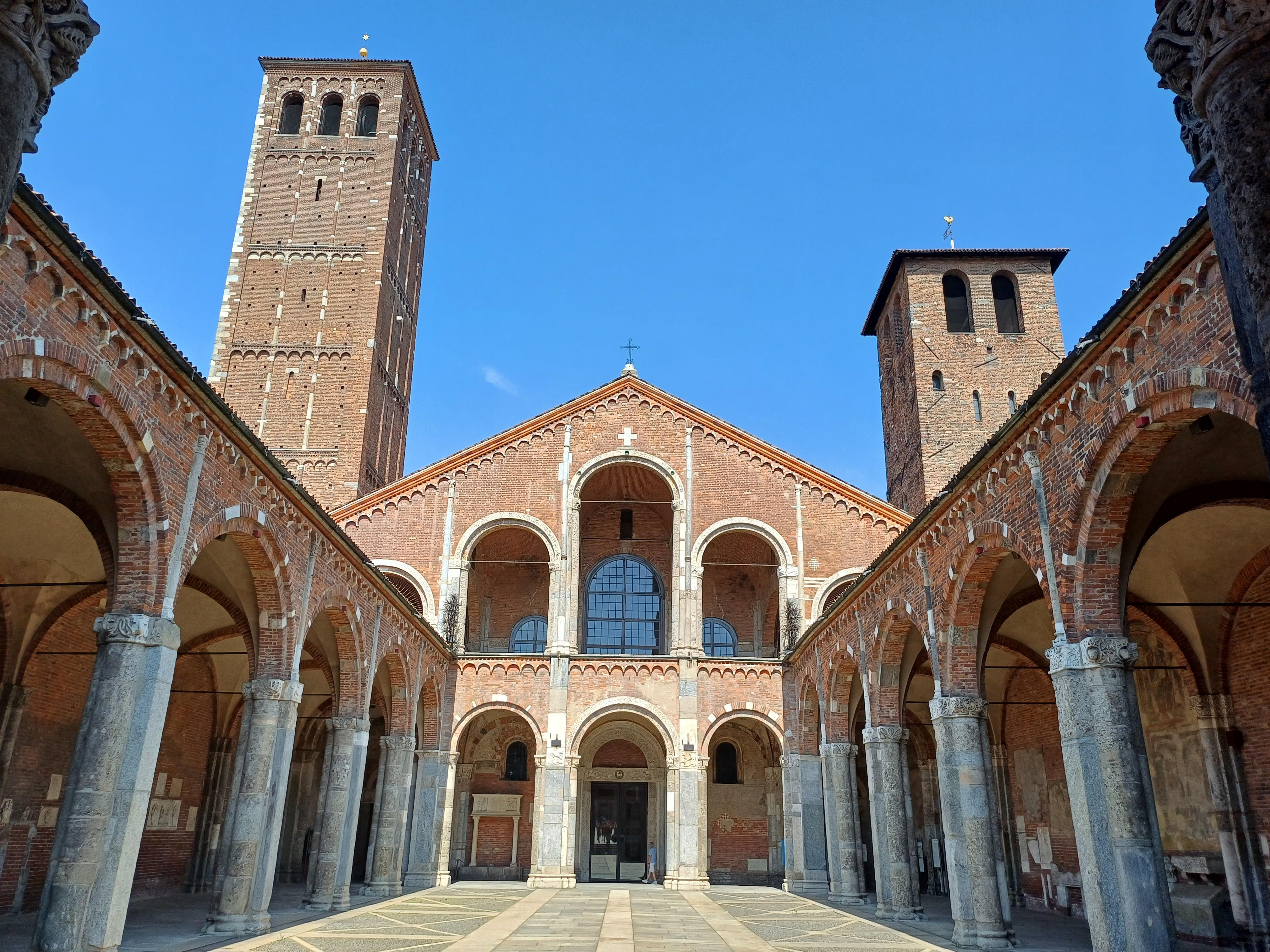
右図のAの部分から教会堂ファサードを望む

初期キリスト教の建築において、バシリカ式という構成があるが、そのうち入り口前に展開された構造体をアトリウムと呼んだ（日本語では表中庭などと訳される）。吹き抜けのある中庭およびその周囲を囲む回廊で構成される、「洗礼志願者のための空間」であった。
現存するアトリウムは、ローマのサン・クレメンテ教会 (ローマ)、ミラノのサンタンブロージョ教会、サレルノのサレルノ大聖堂などである。他にはドイツのマリア・ラーハ修道院や、ローマのサンタ・プラッセーデ聖堂もある。16世紀に改修される前のサン・ピエトロ大聖堂にもアトリウムは存在した。